# میساچا
میساچا (به صربی: Misača) یک منطقهٔ مسکونی در صربستان است که در آرانجلوواس واقع شده‌است. میساچا ۷۸۱ نفر جمعیت دارد.